# Ebarrius vilbastei
Ebarrius vilbastei är en insektsart som beskrevs av Nast 1977. Ebarrius vilbastei ingår i släktet Ebarrius och familjen dvärgstritar. Inga underarter finns listade i Catalogue of Life.